# 矢柄投げ
矢柄投げ（やがらなげ）とは、相撲の決まり手の一つである。右（左）上手を引いて両足を踏ん張り、左（右）方向へ猛烈に振り回して投げ倒す技である。きれいに決まると相手の両足が上がり、体が土俵と平行になって矢柄のように見えることからこの名がある。櫓投げと間違えやすいが、技のかけ方からして全く異なる。日本相撲協会が定める決まり手82手（非技を含めると87手）には数えられていない。
豪快な技で、相当の怪力を持つ力士でないと出せないといわれる。
戦前では、以下の取組が「矢柄投げ」として記録されている。
- 昭和13年1月場所3日目　○鶴ヶ嶺－鯱ノ里×
- 昭和15年5月場所8日目　○佐渡ヶ嶌－武ノ里×

戦後では羽島山や時津山が得意とした。